# Oenothera argillicola
Oenothera argillicola är en dunörtsväxtart som beskrevs av Mackenzie. Oenothera argillicola ingår i släktet nattljussläktet, och familjen dunörtsväxter. Inga underarter finns listade i Catalogue of Life.